# Lost!
«Lost!» — песня британской рок-группы Coldplay, выпущенная в качестве третьего сингла из альбома Viva la Vida or Death and All His Friends в 2008 году и спродюсированная Брайаном Ино. Хотя песня не имела большого коммерческого успеха, как предыдущие синглы с альбома, она получила положительные отзывы критиков.

## История выпуска и приём критики

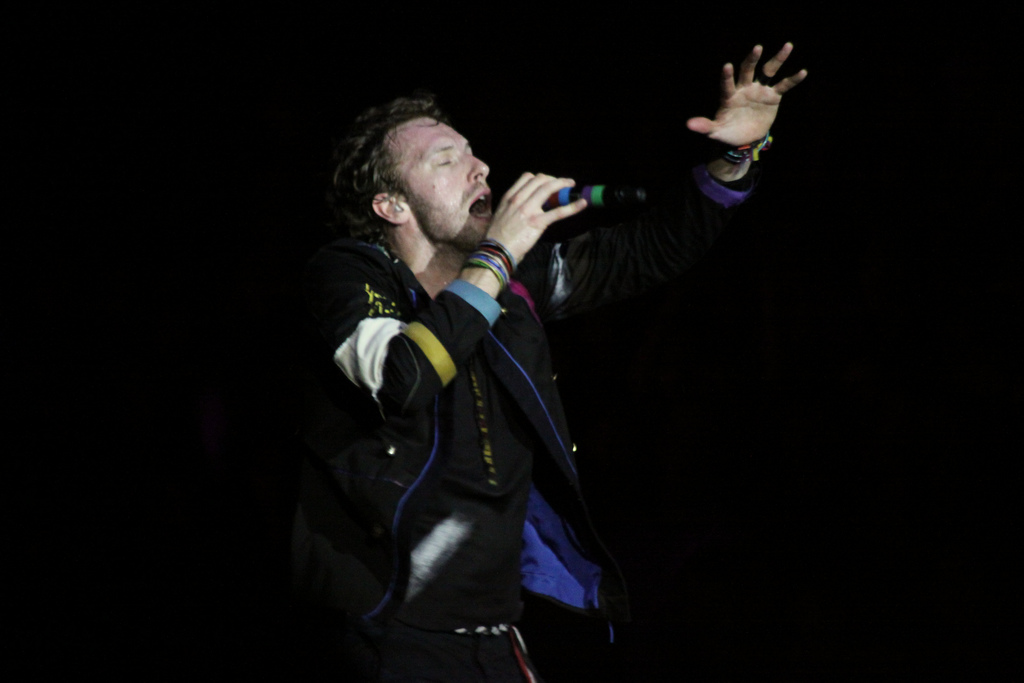
Крис Мартин исполняет «Lost!» в ходе Viva la Vida Tour

Lost! была выпущена в качестве промосингла в сентябре 2008 года. 10 ноября того же года было официально объявлено, что песня будет выпущена, как полноценный сингл с альбома.
Существует несколько версий песни:
- «Lost!» — альбомная версия
- «Lost?» — песню исполняет только Крис Мартин, аккомпанирующий себе на пианино. Данная версия доступна в качестве би-сайда к «Violet Hill», а также в японской, iTunes Store и Amazon MP3-версиях Viva la Vida or Death and All His Friends.
- «Lost+» — альбомная версия, перезаписанная с участием рэпера Jay-Z[2] (взявшего за основу для рэпа своё выступление на шоу Funkmaster Flex для радиостанции Hot 97). Впервые прозвучала 16 октября 2008 года на BBC Radio 1[3]; была исполнена Крисом Мартином вместе с Jay-Z на 51-й церемонии «Грэмми». Вошла в мини-альбом Prospekt's March.
- «Lost-» — инструментал альбомной версии
- «Lost@» — запись выступления в Юнайтед-центр, Чикаго, 22 июля 2008 года.

Песня была хорошо принята критиками. Композицию похвалили ряд изданий: NME, Pitchfork Media и Питер Гэбриэл. Уилл Хермес из журнала «Rolling Stone» посчитал её «самым величественным поп-моментом в альбоме».

## Список композиций
Цифровая дистрибуция (EP)
1. «Lost!» — 3:55
2. «Lost?» — 3:42
3. «Lost@» (выступление в United Center, Чикаго) — 3:55
4. «Lost+» (при участии Jay-Z) — 4:16

Промо CD с 3 треками
1. «Lost!» (альбомная версия) — 3:58
2. «Lost?» (акустическая версия) — 3:42
3. «Lost-» (инструментальная версия) — 3:59

Промо CD с 3 треками
1. «Lost+» (с Jay-Z) — 4:18
2. «Lost@» (выступление в United Center, Чикаго) — 3:57

## Позиции в чартах
| Чарт (2008—2009)                        | Высшая позиция |
| --------------------------------------- | -------------- |
| Австрия (Ö3 Austria Top 40)             | 65             |
| Канада (Billboard Canadian Hot 100)     | 55             |
| СНГ (TopHit Airplay)                    | 222            |
| Германия (GfK)                          | 73             |
| Исландия (RÚV)                          | 11             |
| Израиль (Media Forest)                  | 5              |
| Нидерланды (Dutch Top 40)               | 15             |
| Швейцария (Schweizer Hitparade)         | 53             |
| Великобритания (OCC UK Singles)         | 54             |
| США (Billboard Hot 100)                 | 94             |
| США (Billboard Adult Alternative Songs) | 1              |
| США (Billboard Alternative Airplay)     | 10             |
| Венесуэла (Record Report Pop Rock)      | 1              |